# CompactPCI
Los sistemas CompactPCI (cPCI) son computadores industriales basadas en el estándar 3U (100 mm x 160 mm)  o 6U (233.35 mm x 160 mm) de Eurocard, donde todas las tarjetas están conectadas mediante un backplane pasivo.
CompactPCI es una especificación abierta mantenida por la PCIMG y su diseño está basado en la arquitectura PCI.
El diseño del conector métrico es una de las características más importantes de esta arquitectura. El diseño de este conector también permite que cPCI se  pueda utilizar en ambientes con grandes interferencias magnéticas.
cPCI permite la funcionalidad de sustitución en caliente (Hot Swap).
La última versión publicada del estándar se conoce como PICMG 2.20 Rev1.0.
- Datos: Q1120909
- Multimedia: CompactPCI / Q1120909